# Traité de Huangpu
Pour les articles homonymes, voir Huangpu (homonymie).

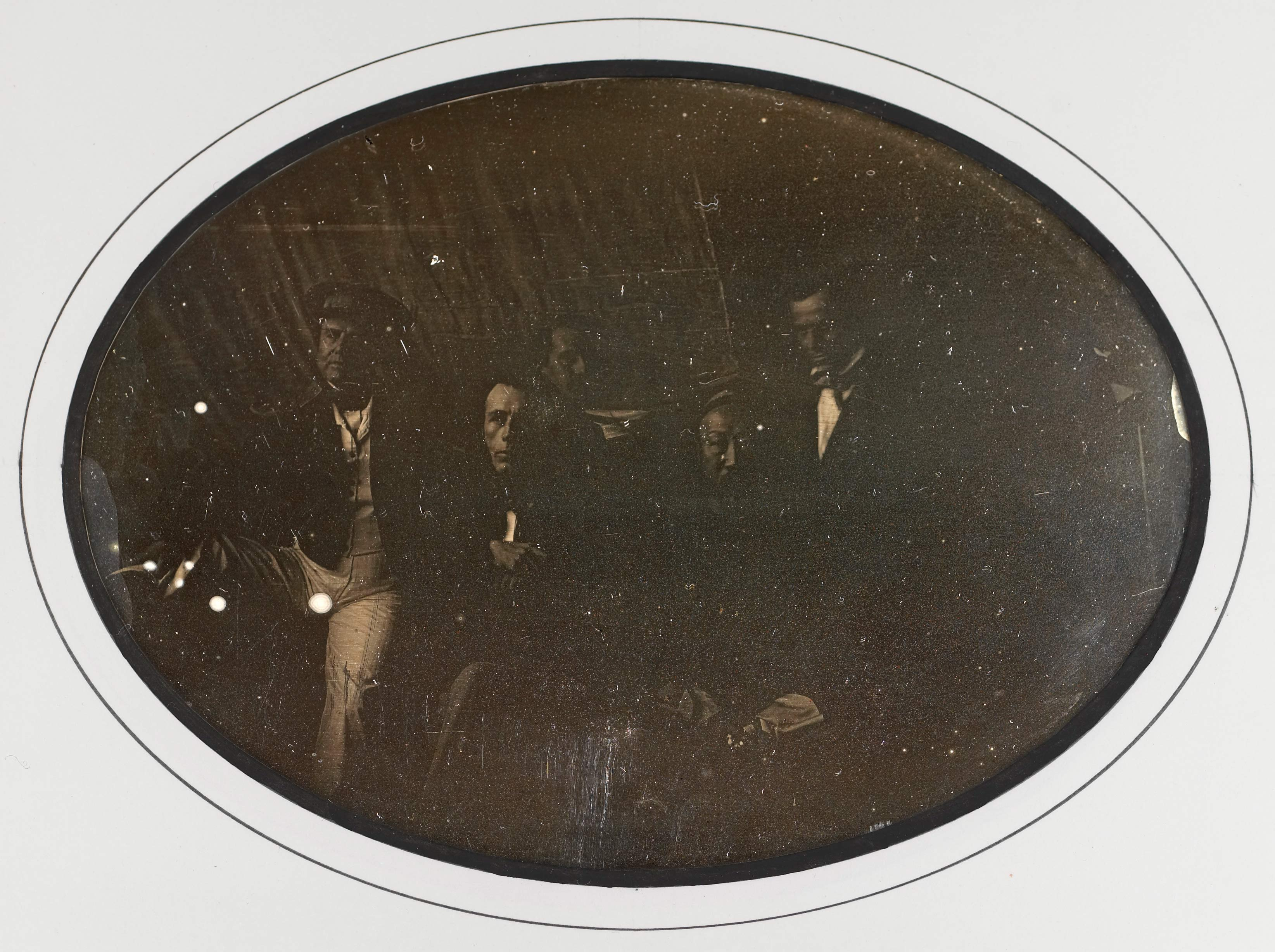
L'ambassade française posant avec Qiying, 1844.

Le traité de Huangpu, ou traité de Whampoa selon la prononciation cantonaise (en chinois simplifié : 黄埔条约 ; chinois traditionnel : 黃埔條約 ; pinyin : Huángpǔ tiáoyuē) est un des traités inégaux à vocation commerciale entre la France et la Chine, signé par Théodore de Lagrené et Keying, gouverneur mandchou du Guangdong, le 24 octobre 1844, le père Joseph-Marie Callery servant d'interprète. Par ce traité, la Chine accorde à la France les mêmes privilèges que ceux qu'elle a accordés au Royaume-Uni par le traité de Nankin et les traités sino-britanniques suivants.
Ces privilèges incluent l'ouverture de cinq ports au commerce français (Canton, Fuzhou, Ningbo, Shanghai et Xiamen) des privilèges extraterritoriaux pour les citoyens français en Chine, des droits de douane fixes sur le commerce franco-chinois et le droit pour la France de mettre en poste des consuls en Chine.
Une convention supplémentaire assurait la protection des missionnaires catholiques en garantissant leur reconduite auprès du consul de France si une autorité chinoise locale les jugeait indésirables, et l'absence de persécution pour les Chinois catholiques à qui rien d'autre ne pouvait être reproché.
Le traité a été négocié à Macao et signé sur le territoire de l'Empire chinois à bord de la corvette à vapeur française L'Archimède sur la rivière des Perles au large de l'île de Huangpu (Whampoa), aujourd'hui dans le port de Canton.